# Edgardo Román
José Edgardo Román Cruz (Bogotá, 4 de agosto de 1950-Bogotá, 7 de enero de 2022) fue un actor colombiano. Inició su carrera profesional en 1971.

## Carrera
Fundador y docente de actuación en su laboratorio artístico teatral ACTUEMOS desde 1993 y del grupo de teatro del Banco Cafetero durante 4 años. Participó en el currículo de la academia superior de artes de Bogotá ASAB y en el curso de formación de actores de RTI en 1981. Fue reconocido por su larga trayectoria y experiencia actoral en el teatro, cine y televisión. Participó en numerosos festivales internacionales de teatro como Maribor en Eslovenia, Cádiz de Madrid y funciones en Rusia, París, Australia. Con obras de los premios nobel de Gabriel García Márquez y Mario Vargas Llosa.

## Filmografía

### Televisión
- Recordarás mi nombre (1976)
- La abuela (1978)
- Sur verde (1980)
- Tiempo de morir (1982) serie de televisión colombiana
- Don chinche (1982-1989)
- El Virrey Solís (1983)
- Pero sigo siendo El Rey (1984)
- El cuento del domingo
- Revivamos Nuestra Historia: El Bogotazo (1984)[2]
- Los cuervos (1986)
- Extorsión (1985)
- Romeo y Buseta (1987–1992)
- Caballo viejo (1988)
- Los pecados de Inés de Hinojosa (1988).
- Maten al león (1989)
- Si mañana estoy viva
- La vorágine (1990)
- Cuando quiero llorar no lloro (1991)
- Crónicas de una generación trágica (1993)
- Guajira (1996)
- Carolina Barrantes (1998)
- ¿Por qué diablos? (1999)
- La reina de Queens (2000)
- La baby sister (2000)
- Amantes del desierto (2001)
- Amor a la plancha (2003)
- Pandillas,guerra y paz (2003)
- La saga, negocio de familia (2004)
- Lorena (2005)
- Los Reyes (2005)
- Hasta que la plata nos separe (2006)
- Pura sangre (2007)
- Tiempo final (2008)
- Aquí no hay quien viva (2008)
- Kdabra (2009)
- Mental (2009)
- El fantasma del Gran Hotel (2009)
- Operación Jaque, España (2010)
- Amar y temer (2011)
- Metástasis (2015)
- Esmeraldas (2015)
- La gloria de Lucho (2019)

### Cine
- Colombia conection (1979) de Gustavo Nieto Roa.
- Remolino sangriento (1980) de Roberto Montero y Jorge Gaitán Gómez.
- Padre por accidente (1981) de Manuel Busquets Emiliani.
- Ayer me echaron del pueblo (1982) de Jorge Gaitán.
- Cóndores no entierran todos los días (1984) de Francisco Norden.
- Tiempo de morir (1985) de Jorge Alí Triana.
- Pisingaña (1986) de Leopoldo Pinzón.
- El embajador de la India (1986) de Mario Ribero.
- El niño y el Papa (1986) de Rodrigo Castaño.
- la película italo-alemana Tre giorni ai tropici (1986) de Tommaso Dazzi.
- Crónica de una muerte anunciada (1987) de Francesco Rosi.
- Técnicas de duelo: una cuestión de honor (1988) de Sergio Cabrera.
- Amar y vivir (1990) Delio Morales de Carlos Duplat.
- La estrategia del caracol (1993) de Sergio Cabrera.
- Águilas no cazan moscas (1994) de Sergio Cabrera.
- La máscara del Zorro (1998) de Martin Campbell.
- Soplo de vida (1999) de Luís Ospina.
- La toma de la embajada (2000) de Ciro Durán.
- Bolívar el héroe (2003) de Guillermo Rincón.
- La historia del baúl rosado (2005) de Libia Stella Gómez.
- Las aventuras de Beto y Roberto de Miller Almario y Oscar Botía.
- Karmma (2006) de Orlando Pardo.
- Nochebuena (2008) de Camila Loboguerrero.
- Retratos en un mar de mentiras (2010) de Carlos Gaviria.
- En coma (2011) dirigida por Juan David Restrepo y Henry Rivero.
- Pequeños vagos (2012) de Carlos Zapata.
- Pudo ser mejor.
- Tin Marín
- Sin retorno.
- Bonaparte, investigador privado.
- Tre giorni ai tripici.
- Carrera al peligro
- Sangre negra.
- Bolívar el héroe.
- Ajuste de cuentas.
- Historia de un retorno.
- Gringo H.P
- Cuando vuelva a llover.
- El fotógrafo republicano.
- Película internacional: The Dead Men.
- Talento millonario (2017) Don Rafa de Edison Vanegas

### Teatro
- Bobas a domicilio de Luis Enrique Osorio.
- Obras cortas de Anton Chejov.
- Non se paga, non se paga y Erase un ladrón de Dario Fo.
- Las preciosas ridículas.
- El médico a palos y El Avaro de Molière.
- Tito Andrónico de Shakespeare.
- La rebelión de las ratas de Fernando Soto Aparicio.
- Caudillo de Mauricio Goyeneche.
- Yo solo digo la Verdad de Edgardo Román
- Lágrimas Color Bermeja de Diana Gómez (montajes de Alumnos Egresados) Entre otras.

## Premios y nominaciones
- Premio a mejor actor protagónico en el especial Maten al León en 1990 Premio Simón Bolívar e India Catalina.
- Nominado como mejor actor de reparto por la revista ALÓ por su trabajo en Cuando quiero llorar no lloro
- Homenaje en el Senado de la República por las películas: El embajador de la India y La estrategia del caracol.